# Poppo (Münsterschwarzach)
Poppo († 27. Juni 1125 oder 1126) war von Februar 1125 oder 1126 bis zu seinem Tod im Juni desselben Jahres Abt des Benediktinerklosters in Münsterschwarzach.

## Münsterschwarzach vor Poppo
Die Abtei Münsterschwarzach war vor Abt Poppo vor allem von den Reformen von Gorze geprägt. Die Prälaten des Klosters wurden von Würzburger Bischöfen eingesetzt, die ebenfalls die Erneuerung vorantreiben wollten. Wichtige Vorgänger des Abtes waren Alapold und der später heiliggesprochene Egbert, der direkt aus der Abtei in Gorze kam. Unter Abt Rupert, dem direkten Vorgänger Poppos, wurde sogar ein Würzburger Bischof im Kloster Münsterschwarzach geweiht.

## Leben
Über Abt Poppo ist aufgrund seiner kurzen Amtszeit nur sehr wenig bekannt. Fest steht, dass er bereits im Wahljahr starb und die Benediktion nicht mehr erhalten konnte. Grund hierfür könnte die Pest sein, die in diesen Jahren im Kloster wütete und auch den Nachfolger des Poppo tötete. Als Todesdatum ist im Münsterschwarzacher Nekrolog der 27. Juni, im Nekrolog des Klosters Michelsberg in Bamberg der 28. Juni eingetragen. In letzterem wird der Abt unter dem Namen Pabo geführt. Poppo verstarb 1125 oder 1126.